# Emyn Duir
Las Emyn Duir, que significa Montañas Oscuras en sindarin, son unas montañas ficticias en las que se ambientan algunas de las historias del legendarium del escritor británico J. R. R. Tolkien. En una época ficticia posterior se llamaron Emyn-nu-Fuin en sindarin, o Montañas del Bosque Negro.

## Geografía ficticia
Las Emyn Duir son un grupo de montañas, de unas 80 a 100 millas de longitud, al nordeste del Bosque Negro, en la región de Rhovanion (Tierra Media). En sus laderas septentrionales nace el río Encantado que desembocaba en el río del Bosque. A su alrededor hay extensos valles en los que vivieron, durante los últimos siglos de la Segunda Edad del Sol y primeros de la Tercera, los elfos silvanos del Bosque Verde.

## Historia ficticia
Los elfos silvanos se instalaron allí, antes de la Guerra de la Última Alianza, guiados por su rey Oropher y «su numeroso pueblo vivió en los bosques y los valles y anduvo errante por aquellas tierras en dirección oeste hasta el Anduin, al norte del antiguo Camino de los Enanos». Pero tras la muerte de Oropher en la guerra, su hijo Thranduil no vivió tranquilo en la región porque pensaba que «el Mal no había sido vencido para siempre: volvería a levantarse» por lo que cuando «la Sombra» se levantó en el bosque, abandono con su pueblo los valles que circundan a las montañas y se dirigió aún más al norte a vivir lo más lejos posible de la influencia de Sauron.

## Nombres, etimologías y significados
Su nombre en sindarin significa ‘montañas oscuras’, compuesto por la palabra emyn, Que significa ‘colinas’ o ‘montañas’ y duir, plural de dûr; adjetivo que significa ‘sombras’; raíz DO3, DÔ. El nombre proviene del hecho de que «sus laderas estaban cubiertas de densos pinos», que dificultaban el paso de la luz solar. Cuando Sauron se apoderó del Gran Bosque Verde y su sombra se extendió por el mismo, «las Emyn Duir fueron frecuentadas por sus más malignas criaturas, y pasaron a llamarse Emyn-nu-Fuin, las Montañas del Bosque Negro».